# Bernardino Rivadavia
Bernardino de la Trinidad Gónzalez Rivadavia y Rivadavia (Buenos Aires, 20 de maio de 1780 — Cádiz, 2 de setembro de 1845), foi o primeiro presidente da Argentina, de 8 de fevereiro de 1826 a 27 de junho de 1827.
Era casado com Juana del Pino, filha de um ex-vice-rei do Rio da Prata, e posteriormente foi casado com Wilhelmina Van der Pool.
Rivadavia nasceu em Buenos Aires em 1780. Foi ativo, tanto na resistência argentina à invasão britânica de 1806, quanto no movimento de independência do país em 1810. Em 1811, Rivadavia tornou-se a figura principal do triunvirato de governo. Até a queda deste governo em outubro de 1812, seu foco era o de criar um forte governo central e manter relações amenas com a Espanha, além de organizar um exército.
Rivadavia foi posteriormente mandado à Europa para melhorar as relações da Argentina com a Inglaterra e a Espanha. Ele retornou 6 anos depois, em maio de 1821. Em junho do mesmo ano, foi nomeado ministro de governo da província de Buenos Aires, pelo então governador Martín Rodríguez. Durante os 5 anos seguintes, Rivadavia exerceu uma forte influência, e focou principalmente nos melhoramentos da cidade de Buenos Aires, frequentemente repartindo o seu custo com todo o país. Para torná-la uma cidade com ares mais europeus, Rivadavia construiu largas avenidas, escolas, calçamento de ruas e iluminação pública. Foi o fundador da Universidade de Buenos Aires, assim como dos cursos de teatro, geologia e medicina.
Ele persuadiu o legislativo a autorizar um empréstimo de um milhão de libras esterlinas para obras públicas que nunca foram feitas. Os bônus provinciais foram vendidos em Londres através do Banco Baring Brothers, e negociantes britânicos baseados em Londres e em Buenos Aires atuaram como intermediários. O dinheiro emprestado era, por seu turno, reemprestado a estes negociantes, que nunca o reembolsaram. Do milhão original, o governo de Buenos Aires Recebeu apenas 552.700 libras. A dívida externa da província foi transferida para a nação em 1825, e foi finalmente liquidada em 1904.
Forte defensor de um governo central e unitário para o país (ideia chamada de unitarista), Rivadavia frequentemente enfrentou forte resistência dos federalistas, que desejavam maior autonomia para as províncias.
Em 1826, Rivadavia foi eleito o primeiro presidente da Argentina. Durante seu governo criou diversos museus e expandiu a biblioteca nacional.
Seu governo enfrentou diversos problemas, decorrentes da Guerra da Cisplatina, que ocorria com o Brasil, pela posse da Província Cisplatina, atual Uruguai, além de rebeliões provinciais. A guerra que ocorria com o Império do Brasil enfrentava um impasse, sem conquistas expressivas de nenhuma parte. Na batalha do Passo do Rosário (terrestre), as Províncias Unidas do Rio da Prata – assim era denominada a Argentina na época – derrotaram o Império. No entanto na batalha de Monte Santiago (naval), a armada naval do Império saiu vitoriosa. Diante da indefinição da guerra, Rivadavia enviou uma representação diplomática ao Rio de Janeiro, a fim de negociar um tratado de paz. De acordo com o tratado, a Província Cisplatina seria do Brasil, o que provocou insatisfação da opinião popular nas Províncias do Prata. Quando o tratado de paz foi assinado, em 28 de agosto de 1828, Rivadavia já havia renunciado ao governo e se exilado na Europa. Foi sucedido por Vicente López y Planes.
Voltou à Argentina em 1834 para enfrentar seus inimigos políticos, porém foi imediatamente sentenciado novamente ao exílio.[carece de fontes?] Depois disso mudou-se primeiramente para o Brasil e em seguida para a Espanha, onde morreu a 2 de setembro de 1845. Pediu para que seu corpo jamais fosse trasladado para Buenos Aires.